# Corinna octodentata
Corinna octodentata là một loài nhện trong họ Corinnidae.
Loài này thuộc chi Corinna. Corinna octodentata được Pelegrin Franganillo-Balboa miêu tả năm 1946.